# Super Bola de Ouro
A Super Bola de Ouro é um prémio atribuído apenas uma vez, em 24 de dezembro de 1989, pela revista francesa France Football ao melhor jogador de futebol das três décadas anteriores. É ainda mais exclusivo que a prestigiada Bola de Ouro .
Foi concedido apenas uma vez, ao atacante hispano-argentino Alfredo Di Stéfano. O prêmio foi votado entre vários vencedores da Bola de Ouro. O vencedor do prêmio foi votado por telespectadores e leitores, um painel de juízes do France Football e ex-vencedores da Bola de Ouro. Os telespectadores e leitores votaram em Michel Platini como o melhor, mas o júri do France Football e os ex-vencedores da Bola de Ouro escolheram Alfredo Di Stéfano.
Por muitos anos, seu troféu Super Bola de Ouro esteve em exibição no museu do Real Madrid, no Estádio Santiago Bernabéu, mas em 2021, os filhos de Di Stéfano leiloaram suas recordações. O troféu estava entre os itens vendidos a um comprador anônimo por 187.500 euros, e sua localização atual é desconhecida.

## Classificação

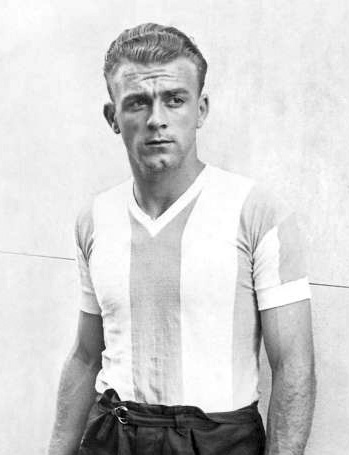
Di Stéfano primeiro e último ganhador do prêmio

### Vencedores
| Ano  | Classificação | Jogador            |
| ---- | ------------- | ------------------ |
| 1989 | 1º            | Alfredo Di Stéfano |
| 1989 | 2º            | Johan Cruyff       |
| 1989 | 3º            | Michel Platini     |

### Votações
| Classificação | Jogador               | Pontos |
| ------------- | --------------------- | ------ |
| 1º            | Alfredo Di Stéfano    | 11     |
| 2º            | Johan Cruyff          | 9      |
| 3º            | Michel Platini        | 5      |
| 4º            | Franz Beckenbauer     | 2      |
| 5 ª           | Karl-Heinz Rummenigge | 0      |
| 5 ª           | Kevin Keegan          | 0      |

| 1º  | Alfredo Di Stéfano    | 8 |
| 2º  | Johan Cruyff          | 6 |
| 3º  | Michel Platini        | 3 |
| 4º  | Franz Beckenbauer     | 2 |
| 5 ª | Karl-Heinz Rummenigge | 0 |
| 5 ª | Kevin Keegan          | 0 |

| Classificação | Jogador               | Pontos |
| ------------- | --------------------- | ------ |
| 1º            | Michel Platini        | 54,12% |
| 2º            | Johan Cruyff          | 25,31% |
| 3º            | Franz Beckenbauer     | 10,60% |
| 4º            | Alfredo Di Stéfano    | 6,40%  |
| 5 ª           | Karl-Heinz Rummenigge | 1,42%  |
| 6º            | Kevin Keegan          | 0,96%  |